# Cougars de Chicago
Les Cougars de Chicago sont l'une des franchises fondatrices de l'Association mondiale de hockey. Ils disputaient leurs matches locaux dans l'International Amphitheatre de Chicago, en Illinois aux États-Unis. 
Juste avant leur troisième saison, les Cougars sont vendus à leurs propres joueurs Ralph Backstrom, Dave Dryden et Pat Stapleton après que les propriétaires d'origine, Walter et Jordon Kaizer, se retrouvent incapables d'avancer les fonds nécessaires à la construction d'une nouvelle patinoire. Le terrain originellement désigné pour ce projet est vendu au village de Rosemount en Illinois et il y est construit le Rosemount Horizon, aujourd'hui le Allstate Arena.

## Histoire

### Saisons régulières

#### 1972-1973
Les Cougars terminent derniers de la division Ouest de l'AMH avec 54 points. La défense a terminé 8e au total, accordant 295 buts, tandis que l'attaque finissait bonne dernière avec 245 buts. Le seul point positif est Bob Sicinski, qui termina 5e passeur de la ligue avec 63 aides.

#### 1973-1974
Les Cougars finissent 4e de la division Est avec 81 points, 7e en tout pour les buts pour avec 271 et 6e pour les buts contre, avec 273. Pat Stapleton termine 9e de la ligue avec 52 passes et Ralph Backstrom suit en dixième place avec 50. Larry Mavety termine 10e de la ligue pour les minutes de punition avec 157. Les Cougars firent leur première et dernière apparition en séries cette année-là. Ils surprirent en demi-finale de l'Est les champions défendants, les Whalers de la Nouvelle-Angleterre, 4 victoires contre 3. Puis, ils défirent les Toros de Toronto, 4 victoires contre 3, avec les Cougars gagnant le match décisif à Toronto par la marque de 5-2. Ils furent cependant irrémédiablement surclassés par les Aeros de Houston en finale de la Coupe AVCO, qui comptait parmi ses rangs le légendaire Gordie Howe et ses fils Mark Howe et Marty Howe. Les Aeros balayèrent la série, écrasant les Cougars 22-9 au total des buts marqués.

#### 1974-1975
Les Cougars terminent 3e dans l'Est et 12e au total avec 61 points. Ils finirent 12e de la ligue pour les buts pour avec 261 et pour les buts contres, avec 261. Larry Mavety finit 10e de la ligue avec ses 150 minutes de punition, mais fut échangé à Toronto après 57 matches.

### Séries éliminatoires
Les Cougars ne prirent part aux séries éliminatoires qu'une seule fois dans leur éphémère existence et cette seule participation fut assez mouvementée.
La première ronde des séries contre les Whalers de la Nouvelle-Angleterre se déroule sans anicroche même si sept matchs sont nécessaires pour la qualification. Mais pour le second tour, un problème est vite soulevé : l'International Amphitheatre est réservé pour une production de Peter Pan, mettant en vedette l'ancien gymnaste olympique Cathy Rigby en tant que vedette principale. L'équipe tente alors de négocier la location du Chicago Stadium, patinoire des Black Hawks de Chicago de la Ligue nationale de hockey. Malheureusement pour les Cougars, les voisins et rivaux de la LNH sont également qualifiés pour les séries 1974 contre les Bruins de Boston et aucune date n'est disponible.
La franchise considère alors brièvement la possibilité de jouer au Cleveland Arena avant d'opter pour un centre commercial de la banlieue, le Randhurst, qui possède une patinoire publique. Bien que la patinoire ne puisse accueillir que 2 000 aucune autre solution ne fut trouvée et les Cougars y disputèrent leurs trois matches à domicile face aux Toros.
Quand les Cougars eurent éliminés Toronto, le spectacle de Peter Pan était terminé et l'amphithéâtre était théoriquement de nouveau disponible. Théoriquement, car pour une raison encore nébuleuse aujourd'hui, le personnel avait fait fondre la glace. Pire encore, l'amphithéâtre avait une surface gelée portative, autrement dit, les tuyaux de cuivre utilisés pour faire prendre la glace étaient enterrés dans un trou rempli de sable, au-dessus du plancher proprement dit. La tuyauterie avait été déterrée et démantelée pour l'entreposage estival quand les Cougars remportèrent leur série. Le club n'avait pas le choix : il fallait retourner au Randhurst ! Les Cougars ne se remirent jamais vraiment de ce désastre des relations publiques, et un journaliste écrit à ce sujet que les Cougars ont été battus par le plus petit des poids plume : Peter Pan. 

## Saison par saison
Nota : PJ: parties jouées, V: victoires, D: défaites, N: matchs nuls,
 BP: buts pour, BC: buts contre, Pts: points
| Saison    | PJ | V  | D  | N | BP | BC  | Pts | Pun  | Classement              | Séries éliminatoires |
| --------- | -- | -- | -- | - | -- | --- | --- | ---- | ----------------------- | -------------------- |
| 1972-1973 | 78 | 26 | 50 | 2 | 54 | 245 | 295 | 811  | 6e (dernier) de l'Ouest | Non qualifiés        |
| 1973-1974 | 78 | 38 | 35 | 5 | 81 | 271 | 273 | 1041 | 4e de l'Est             | Défaite en Finale    |
| 1974-1975 | 78 | 30 | 47 | 1 | 61 | 261 | 312 | 1086 | 3e de l'Est             | Non qualifiés        |

## Les joueurs
Ces joueurs ont porté les couleurs des Cougars:
| 1972-1973 | 1973-1974 | 1974-1975 |
| --- | --- | --- |
| Ron Anderson Bob Barber Jim Benzelock Bernie Blanchette Larry Cahan Reg Fleming Andre Gill Brian Glenwright Ed Hatoum Darrel Knibbs Bob Liddington Dan Lodboa Larry Mavety Dick McGlynn Jim McLeod Paul Ménard Rick Morris Rosaire Paiement Jan Popiel Dick Proceviat Dick Sarrazin Bob Sicinski Jerry Trooien Pierre Viau Bob Whitlock Rod Zaine | Ron Anderson Ralph Backstrom Jim Benzelock Curt Brackenbury Larry Cahan Brian Coates Gary Connelly Rich Coutu Reg Fleming Connie Forey Andre Gill Brian Glenwright Don Gordon Joe Hardy George Harris Jim Jones Bob Liddington Al MacKenzie Darryl Maggs Larry Mavety Rick Morris Eric Nesterenko Cam Newton Rosaire Paiement Jan Popiel Dick Proceviat Frank Rochon Lorne Rombough John Shmyr Bob Sicinski Pat Stapleton Dave Walter Jim Watson Bob Whitlock Rod Zaine | Lou Angotti Ralph Backstrom Bryon Baltimore Jim Benzelock Brian Coates Rich Coutu Dave Dryden Richard Dumas Don Gordon Joe Hardy George Harris Keith Kokkola Bob Liddington Mark Lomenda Gary MacGregor Darryl Maggs Peter Mara Larry Mavety Dunc McCallum Rick Morris Cam Newton Rosaire Paiement Jan Popiel Jim Pritchard Dick Proceviat Frank Rochon Pat Stapleton Dave Walter Jim Watson Rod Zaine |